# شاون
شاون (به لاتین: Xuwen County) یک شهرستان در جمهوری خلق چین است که در ژانژیانگ واقع شده‌است.

## خصوصیات
شاون ۱٬۹۵۴٫۳۷ کیلومترمربع مساحت و ۶۹۰٬۰۰۰ نفر جمعیت دارد.